# Гедеон, Мануил
Мануи́л Иоа́нну Гедео́н (греч. Μανουήλ Ιωάννου Γεδεών; 1851, Стамбул — 1943, Афины) — греческий учёный, историк культуры, историк Церкви и филолог. Фанариот. Действительный член Афинской академии (1929). Великий Хартофилакс Константинопольского патриархата.

## Научная деятельность
Гедеон посвящал своё внимание как объектам материальной культуры (храмы, соборы), так и духовному наследию Греции и Византии. Одной из его монументальных работ является монография «Святые обряды храмов Константинополя». Свои труды учёный писал на кафаревусе. Издавался в том числе в журнале «Церковная правда». Основал «Общество изучения средневековых рукописей» (греч. Σύλλογον τῶν Μεσαιωνικῶν Γραμμάτων).
Архив М. Гедеона, хранящийся на острове Лерос (Додеканес), оцифрован и находится в открытом доступе. Сохранилась также переписка Гедеона с ведущими эллинистами начала XX в.